# Лутербах
Лутербах (нем. Luterbach) — коммуна в Швейцарии, в кантоне Золотурн. 
Входит в состав округа Вассерамт. Население составляет 3201 человек (на 31 декабря 2007 года). Официальный код — 2527.